# 忍者結婚很難
《忍者結婚很難》是富士電視台於2023年1月5日至3月16日播出的週四劇場，由菜菜緒主演。
改編自出版過《魯邦的女兒》作家．橫關大的同名小說。描述不知道彼此真實身分是敵對忍者的夫妻，為了不讓身分暴露，懷抱秘密生活的同時捲入了暗殺事件，命中注定交錯的悲戀，誕生這部忍者愛情喜劇。

## 登場人物

### 主要人物
- 草刈螢：菜菜緒[1]

主人公。在「日本調劑 檸檬藥局」工作的藥劑師，甲賀忍者的後裔。司馬遼太郎小說的粉絲。
- 草刈悟郎：鈴木伸之[1]

螢的丈夫。「日本総合郵便・世田谷中央郵局」工作的配送員，伊賀忍者的後裔。

### 甲賀一族
- 月乃雀：山本舞香[4]

螢的妹妹。就讀藥學系的大學生。也是透過網路直播平台賺錢的網紅。
- 月乃楓：友坂理惠[4]

螢的姊姊。賽馬人氣騎手。
- 月乃龍兵：古田新太[4]

螢、雀、楓的父親。一人獨自居住在中野的公寓。

### 伊賀一族
- 音無祐樹：勝地涼[4]

悟郎的從小到大的好友。郵局的同事。菁英忍者中的上忍。
- 風富小夜：吉谷彩子[4]

悟郎的青梅竹馬。外商保險公司的保險業務員。菁英忍者中的上忍。
- 音無惠美：筧美和子[4]

祐樹的妻子。
- 音無杏：河野彩吹

祐樹與惠美的女兒。
- 熊澤治：六角慎司

郵局局長。悟郎在郵局以及伊賀忍者的上司。
- 山本：米村拓彰

悟郎的伊賀忍者同同事。
- 松下康：小須田康人

伊賀集團的本部長。
- 風富城水：市村正親[4]

小夜的祖父。一族的總帥。
- 風富城一郎：河野達郎

小夜的父親。隸屬於執政黨民自黨的眾議會議員兼副環境大臣。下一期的黨魁候選人。被期待成為出身於伊賀一族的總理大臣。

### 其他人物
- 宇良豹馬：藤原大祐[4]

大學四年級生。悟郎職場的實習生。在忍者居酒屋「NIN NIN」打工的忍者迷，會在雀的頻道上課金。
- 宮川智代：山野海

螢在藥局的前輩。

### 客串人物

#### 第1話
- 赤卷章介：信太昌之

隸屬於執政黨民自黨的國會議員。有使用違法藥物的嫌疑。螢被交代找到證據的任務，悟郎被交代執行週邊的維安安全的任務。後在躲過悟郎等人的保護下在家中被某人暗殺。
- 山田澪：廣瀨愛麗絲[3]

甲賀忍者的諜報員。在螢工作的藥局假裝取處方籤藥，實則傳達找到赤卷議員使用違法藥物證據的任務。

#### 第2話
- 山田健作：遠藤憲一[5]

甲賀忍者的諜報員。平常是移動餐車的店員。在螢來買便當時傳達任務指令。

#### 第3話
- 山田和樹：板垣李光人[6]

甲賀忍者的諜報員。食物宅配「UMA EAT」的宅配員。在螢來到父親居住的公寓拜訪時傳達訊息。
- 豐松豐前：村上新悟

「未來黨」黨魁。

#### 第4話
- 山田敦史：くっきー![7]

甲賀忍者的諜報員。瓦斯表抄表員。

#### 第5話
- 山田：片寄涼太（GENERATIONS）[5][8]

甲賀忍者的諜報員。

#### 第6話
- 山田：齊藤由貴[9]

甲賀忍者的諜報員。

#### 第7話
- 山田清一：船越英一郎[10]

甲賀忍者的諜報員。公司職員。

#### 第8話
- 山田藍花：上白石萌音[11]

甲賀忍者的諜報員。

#### 第9話
- 山田：瀧本美織[12]

甲賀忍者的諜報員。
- 百地創人：石井一彰

伊賀一族的眾議院議員。
- 大原聖人：岡安泰樹

赤卷議員的前任秘書。
- 浅川啓吾：宮下雄也

前任赤卷議員的公務車司機。

#### 第10話
- 山田伸彥：松下洸平[13]

甲賀忍者的諜報員。偵探事務所「上水流Agency」的調查員。

#### 最終話
- 山田美智：奈緒[14]

甲賀忍者的諜報員。郵局配送員。
- 宇良真紀子：Sylvia Grab

豹馬的母親。新任伊賀忍者總帥，廢除上忍、下忍階級制度。

## 製作人員
- 原作：橫關大《忍者結婚很難》（講談社）
- 編劇：松田裕子
- 配樂：ONEMUSIC
- 主題曲：aiko（波麗佳音）[15]
- 插曲：鈴木伸之「Ambivalence」（Sony Music Labels）[16]
- 導演：土方政人、木下高男、小林義則、北坊信一
- 製作人：貸川聰子
- 編成企劃：高木由佳
- 製作著作：富士電視台

## 播出日程
- 第1話加長15分鐘（22:00 - 23:09）。

| 集數                                                                      | 播出日期 | 副標題 | 導演     | 收視率 |
| ------------------------------------------------------------------------- | -------- | ------ | -------- | ------ |
| 第1話                                                                     | 1月05日  |        | 土方政人 | 7.0%   |
| 第2話                                                                     | 1月12日  |        | 土方政人 | 5.8%   |
| 第3話                                                                     | 1月19日  |        | 木下高男 | 6.2%   |
| 第4話                                                                     | 1月26日  |        | 木下高男 | 6.0%   |
| 第5話                                                                     | 2月02日  |        | 小林義則 | 5.9%   |
| 第6話                                                                     | 2月09日  |        | 土方政人 | 5.0%   |
| 第7話                                                                     | 2月16日  |        | 木下高男 | 5.1%   |
| 第8話                                                                     | 2月23日  |        | 小林義則 | 5.6%   |
| 第9話                                                                     | 3月02日  |        | 北坊信一 | 4.8%   |
| 第10話                                                                    | 3月09日  |        | 木下高男 | 3.5%   |
| 最終話                                                                    | 3月16日  |        | 土方政人 | 2.8%   |
| 平均收視率 5.2%（收視率由Video Research調查關東地區、家戶的即時統計資料） |          |        |          |        |

## 外部連結
- 官方网站（日語）
  - 忍者結婚很難的X（前Twitter）
  - 忍者結婚很難的Instagram帳戶

| 日本 富士電視台 週四劇場           | 日本 富士電視台 週四劇場                  | 日本 富士電視台 週四劇場 |
| ---------------------------------- | ----------------------------------------- | ------------------------ |
|                                    | 忍者結婚很難 （2023年1月5日－3月16日）    |                          |
| silent （2022年10月6日－12月22日） | 我們之間沒有的 （2023年4月13日－6月22日） |                          |

| 臺灣 緯來日本台 每週一至五 21:00 - 22:00 | 臺灣 緯來日本台 每週一至五 21:00 - 22:00    | 臺灣 緯來日本台 每週一至五 21:00 - 22:00 |
| ---------------------------------------- | ------------------------------------------- | ---------------------------------------- |
|                                          | 忍者夫妻相處難 （2023年4月27日－5月11日）   |                                          |
| 警視廳局外人 （2023年4月14日－4月26日）  | 黃昏時分，牽起手 （2023年5月12日－5月25日） |                                          |